# Обыкновенный солнечник
Обыкновенный солнечник, или японский солнечник, или кузнец (лат. Zeus faber) — вид лучепёрых рыб семейства солнечниковых (Zeidae). Другое наименование — «Рыба Святого Петра» (часто так называют также тиляпий). Его величина достигает в среднем 60 см, а вес — 4 кг. Иногда встречались особи размером до 90 см и массой 8 кг. В дикой природе продолжительность жизни этих рыб составляет около 12 лет.

## Описание
Тело овальной формы, очень высокое (его высота укладывается 1,5—2 раза в длине тела), сильно сжато с боков. Спинной и анальный плавники поддерживаются колючими шипами, которые при возбуждении поднимаются. В сложенном состоянии длинные спинные шипы доходят до хвостового стебля. Для лучшей защиты от врагов солнечник способен изменять свою окраску под окружающую среду.
Тело окрашено в зеленовато-бурый цвет. Брюхо серебристо-белое. По бокам тела проходят желтоватые полосы. В анальном и брюшных плавников перепонки чёрного цвета. На обоих боках тела находится круглое чёрное пятно, нередко обрамлённое жёлтой полосой. По легенде, это отпечаток пальца апостола Петра. Также рассказывается о том, что Пётр вытащил из пасти солнечника золотую монету.

## Распространение
Солнечник встречается в восточной части Атлантического океана от Южной Африки до Норвегии, а также в Средиземном и Чёрном морях. Широко распространён в Индийском океане. В Тихом океане он обитает у побережий Японии, Австралии и Новой Зеландии. Он предпочитает находиться у морского дна на глубине от 5 до 200 м и живёт поодиночке.

## Размножение
Половая зрелость у солнечника наступает в возрасте трёх-четырёх лет. Он размножается в зимние и весенние месяцы. Самым северным регионом, где находили его нерест, было Ирландское море. Икринки откладываются на глубине до 100 м, оплодотворяются в воде и после этого находятся в свободном плавании. Вылупившиеся мальки питаются в первое время планктоном. Спустя некоторое время молодые особи сбиваются в небольшие группы.

## Питание
Солнечник питается главным образом сельдью и другой рыбой, встречающейся в косяках. Он осторожно приближается к косяку рыб и внезапно всасывает в себя свою добычу, обладая необходимым для этого хорошо развитым ротовым аппаратом. Он частично охотится и на беспозвоночных, в частности кальмаров и ракообразных.

## Хозяйственное значение
Ценная промысловая рыба. Мировые уловы обыкновенного солнечника в 2005—2014 годах варьировалась от 9,6 до 11,7 тысяч тонн. В основном ловят Марокко, Сенегал и Мадейра. Промысел ведётся донными тралами